# Grzybów (powiat konecki)
Grzybów – wieś sołecka w Polsce położona w województwie świętokrzyskim, w powiecie koneckim, w gminie Stąporków.
W latach 1975–1998 miejscowość należała administracyjnie do województwa kieleckiego.
Według spisu powszechnego z roku 1921 wieś Grzybów w gminie Duraczów posiadała 50 domów i 250 mieszkańców.
Wierni kościoła rzymskokatolickiego należą do parafii Nawiedzenia Najświętszej Maryi Panny w Czarnej.